# Acianthera limae
Acianthera limae là một loài phong lan.

## Hình ảnh

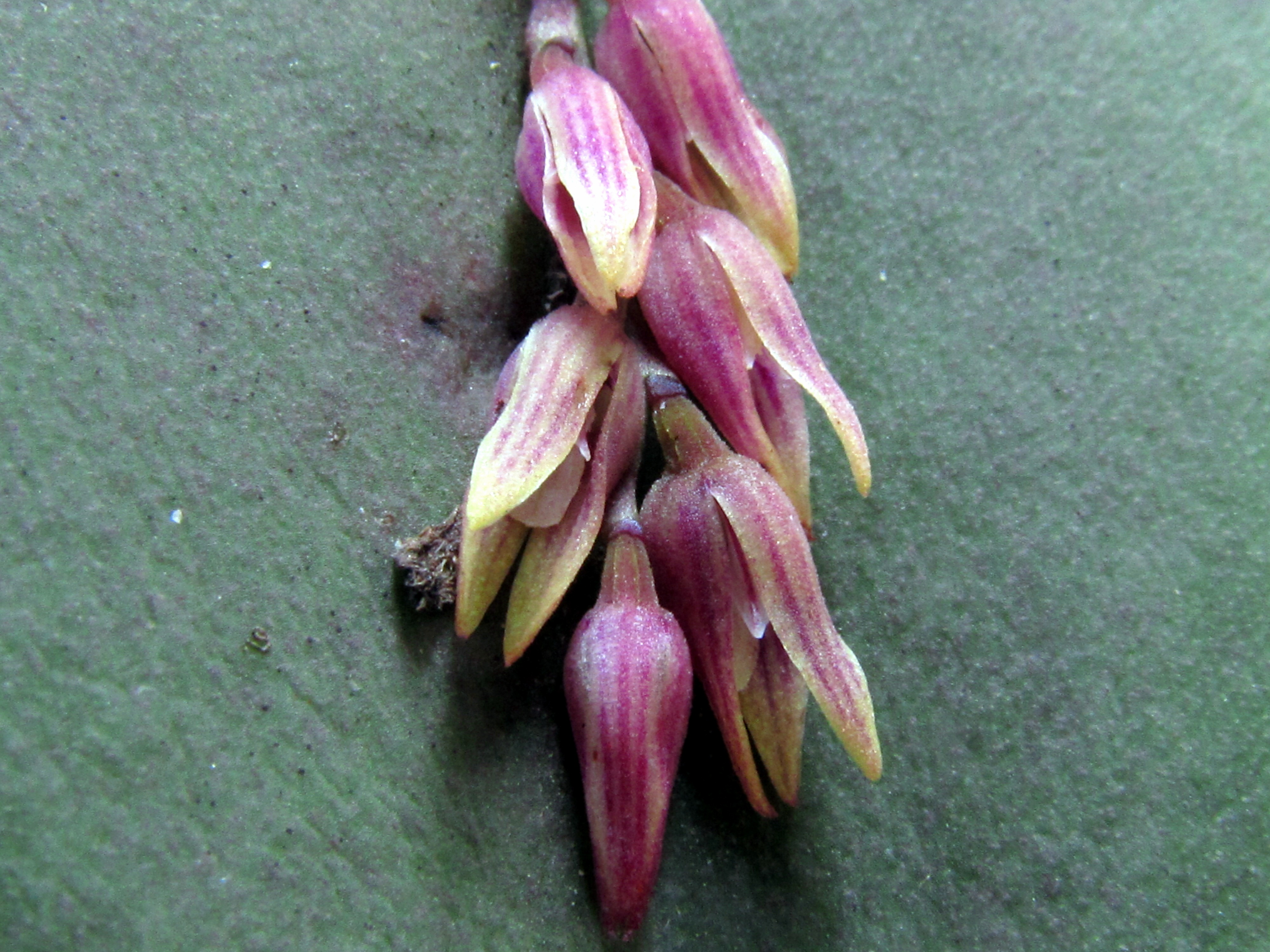